# Alt Penedès
L'Alt Penedès és una comarca del Penedès, i és una de les quatre comarques penedesenques resultants de la divisió territorial de Catalunya de 1936 i en la restitució comarcal de 1987. Vilafranca del Penedès n'és la capital, la comarca té una extensió de 592,41 km² i una altitud mitjana de 216 metres sobre el nivell de la mar. El nom podria derivar del terme pinnao penna, 'penyal', 'roca' que significaria 'comarca rocallosa', durant el segle x apareix documentat com: territorio Penetense (917), in Penitense (956) o Penedes (1000). El Consell Comarcal de l'Alt Penedès és l'òrgan d'administració i govern de la comarca. Actualment està presidit per Xavier Lluch i Llopart, alcalde de Font-Rubí, de Convergència i Unió.

## Geografia

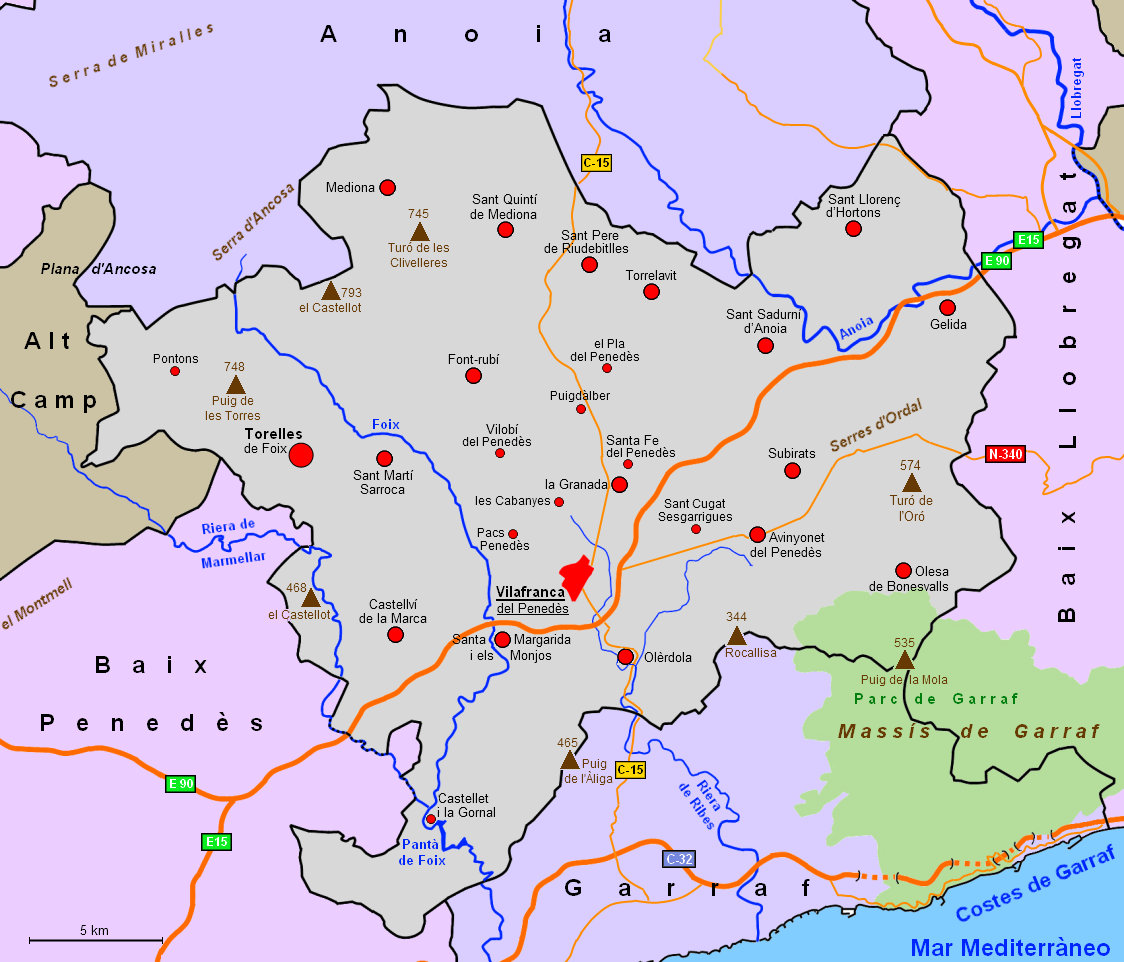
Alt Penedès.

Limita amb l'Anoia pel nord; amb el Baix Llobregat per l'est; amb el Garraf pel sud, i amb el Baix Penedès i l'Alt Camp per l'oest.
Els límits no s'ajusten gaire a determinats accidents geogràfics, i per tant, resulten poc definits. En línies generals, a llevant segueixen la divisòria de les aigües que van a l'Anoia o al Llobregat; per sota del terme de Masquefa, passen el riu i s'enfilen cap a les serres d'Ordal, pujant a les Agulles (652 m) i seguint fins al coll de la Creu d'Ordal (453 m). Poc després, contorna el terme d'Olesa de Bonesvalls, de la comarca del Garraf—des del Puig Glaçat (502 m) fins al Puig de la Mola (534 m), Segueix els límits de la comarca del Garraf, pel Puig de l'Àliga (364 m), d'on torça vers el nord-oest i davalla al pla fins a Sant Marçal. A l'oest, el límit comarcal fa una ziga-zaga bo i pujant fins dalt de la Plana d'Ancosa, al puig de Solanes (914 m), punt de concurrència amb les comarques de l'Alt Camp i Anoia.
Aquest límit—el de ponent—és el menys definit de la comarca; fou la conseqüència d'una desencertada divisió provincial que migpartí el Penedès en un sentit només aproximat: la part adjudicada a la província de Tarragona es constituí en partit judicial del Vendrell, del qual, només la part oriental constitueix, avui, la comarca del Baix Penedès. La partió comarcal per tramuntana no es pot dir que segueixi cap línia de carenes ni tampoc de les valls, sinó que, capritxosament, des de la Plana d'Ancosa, va per alts i baixos, seguin un curs on es destaquen el coll de les Llambardes a 706 m, la plana de Font-rubí a 773 m i, tot seguit, les Cases Noves de Cal Pardo, a 499 m. d'on puja a la serra d'Orpinell (761 m), d'on torç abruptament vers el SE. baixant ràpidament vers Can Formiga (346 m) fins a tocar el terme de Sant Sadurní, prop de la confluència de l'Anoia i el riu de Bitlles, a la Fortesa. Ací, el límit comarcal fa un canvi de 90⁰, cap al NW, i segueix el contorn del terme de Sant Llorenç d'Hortons, per unes fites situades molt a prop de la Beguda Alta i la Beguda Baixa, amb què resta tancat el circuit comarcal.
| Entitat de població          | Habitants |
| ---------------------------- | --------- |
| Avinyonet del Penedès        | 1.705     |
| Cabanyes, les                | 791       |
| Castellet i la Gornal        | 2.044     |
| Castellví de la Marca        | 1.596     |
| Font-rubí                    | 1.430     |
| Gelida                       | 6.151     |
| Granada, la                  | 1.866     |
| Mediona                      | 2.251     |
| Olesa de Bonesvalls          | 1.556     |
| Olèrdola                     | 3.280     |
| Pacs del Penedès             | 831       |
| Pla del Penedès, el          | 891       |
| Pontons                      | 556       |
| Puigdàlber                   | 449       |
| Sant Cugat Sesgarrigues      | 927       |
| Sant Llorenç d'Hortons       | 2.219     |
| Sant Martí Sarroca           | 2.997     |
| Sant Pere de Riudebitlles    | 2.319     |
| Sant Quintí de Mediona       | 2.131     |
| Sant Sadurní d'Anoia         | 12.603    |
| Santa Fe del Penedès         | 366       |
| Santa Margarida i els Monjos | 6.459     |
| Subirats                     | 3.008     |
| Torrelavit                   | 1.275     |
| Torrelles de Foix            | 2.307     |
| Vilafranca del Penedès       | 36.656    |
| Vilobí del Penedès           | 1.071     |
| Font: Idescat                |           |

| 1497 f | 1515 f | 1553 f | 1717  | 1787   | 1857   | 1877   | 1887   | 1900   | 1910   |
| ------ | ------ | ------ | ----- | ------ | ------ | ------ | ------ | ------ | ------ |
| 929    | 930    | 1.229  | 7.605 | 14.758 | 36.497 | 39.298 | 44.545 | 41.362 | 42.904 |

| 1920   | 1930   | 1940   | 1950   | 1960   | 1970   | 1981   | 1990   | 1992   | 1994   |
| ------ | ------ | ------ | ------ | ------ | ------ | ------ | ------ | ------ | ------ |
| 45.778 | 47.681 | 46.799 | 46.091 | 47.281 | 56.415 | 64.834 | 69.468 | 70.399 | 70.399 |

| 1996   | 1998   | 2000   | 2002   | 2004   | 2006   | 2008    | 2010    | 2012 | 2014 |
| ------ | ------ | ------ | ------ | ------ | ------ | ------- | ------- | ---- | ---- |
| 73.196 | 74.566 | 77.622 | 82.678 | 89.444 | 96.779 | 101.758 | 104.589 | -    | -    |

| 2016 | 2018 | 2020 | 2022 | 2024    | 2026 | 2028 | 2030 | 2032 | 2034 |
| ---- | ---- | ---- | ---- | ------- | ---- | ---- | ---- | ---- | ---- |
| -    | -    | -    | -    | 114.215 | -    | -    | -    | -    | -    |

## Clima
El clima de l'Alt Penedès és Mediterrani de tipus Litoral Sud a bona part de la comarca, tot i que a les 
serres del nord és de tipus Prelitoral Sud i Central. La precipitació mitjana anual volta els 550 mm a bona part de la comarca, assolint-se valors de fins a 650 mm a l'àrea de l'Ordal i la serra d'Ancosa. El màxim sol donar-se a la tardor i el mínim a l'estiu. Tèrmicament els hiverns són moderats, amb mitjanes de 6 °C a 8 °C, i els estius calorosos, amb mitjanes de 23 °C a 24 °C, comportant una amplitud tèrmica anual alta. No hi glaça de maig a octubre.

## Història

### Poblament antic
L'àmbit sumàriament descrit de l'Alt Penedès ha estat poc o molt poblat en totes les èpoques, malgrat que no hagin quedat vestigis d'un relleu semblant en totes les fases del poblament antic. Els nivells del Paleolític, l'època més reculada del poblament humà i, per tant, la de menys densitat de població resten, a la comarca, pràcticament inèdits, a partir d'algunes troballes irrellevants indiscutibles de la serra de Font-rubí.
Avançant en el temps i entrant en el Neolític, hom troba jaciments amb ceràmica feta a mà i decorada amb estries de petxines del gènere Cardium. És la dita ceràmica cardial, associada amb agulles i punxons d'os, sílex segons tècniques pobres i destrals polides de pedres dures. Al Penedès s'esmenten els jaciments de la cova del Bolet (Mediona), l'esquerda de les Roques del Pany (Torrelles de Foix), Les Guixeres (Vilobí) i la cova de Can Pasqual (Castellví de la Marca), entre d'altres. La cronologia d'aquests jaciments s'estableix de 3.500 a 4.500 anys aC. Hom creu que els homes d'aquest nivell cultural eren, sobretot, caçadors i ramaders i de costums poc sedentaris.
Un estadi més avançat el constitueixen els homes dels sepulcres de fossa, hipotètics agricultors del pla. La seva vida sedentària i l'habitud de sepultar els morts en fosses obertes a la terra ha permès d'identificar la fase cultural que representen pel seu modest i característic aixovar funerari, que consisteix en ceràmica llisa feta a mà, destrals polides, algunes de grans dimensions i ben fetes, ganivets de sílex i collarets amb grans de cal·laïta, penjolls fets amb ullals de senglar, etc. La seva antiguitat s'estima de 2.000 a 5.000 anys aC. Els principals jaciments d'aquesta època es localitzen, a l'Alt Penedès, als termes de Pacs i de Vilafranca.
Amb les primeres fases de la utilització dels metalls fa aparició la cultura dels megàlits, amb la paral·lela de les coves sepulcrals col·lectives. La datació d'uns i altres jaciments s'estableix de 1.500 a 1.800 anys aC. No se'n troben de ben definits a la comarca de l'Alt Penedès. Això no obstant, en pot quedar algun record, com en el cas d'un possible dolmen que hauria existit als termes del castell de Cervelló, ço és, al límit oriental de l'Alt Penedès, del qual tenim la referència d'una serra on ubi archa antiqua cosnstructa est, segons documentació del segle x. De dubtosa factura megalítica s'han esmentat les Pedres Dretes i la cista del Mas Berenguera, ambdues al terme de Mediona.Coves sepulcrals col·lectives s'han assenyalat a Pontons (coves de les Calaveres i del Batlle Vell), i a Santa Margarida i els Monjos (cova de la Font de Sant Llorenç), propera a la Sanabra.
D'època incerta, amb una datació molt àmplia, són els escampalls de sílex, a l'aire lliure, que hi ha, sobretot, en zones muntanyenques, com als termes de Vilafranca (el Camp Gran), al límit entre Vilafranca del Penedès i Pacs (tossals de Sant Pau i de Sant Jaume, Vilobí (les Guixeres), Sant Martí Sarroca (Can Lleó), les Pereres (Font-rubí), Pontons (Sant Joan) i Olèrdola (Segarrulls, la Vall, Santa Digna, el Mas Granell i Viladellops).
També són incertes, puix que van de l'Eneolític a l'edat del bronze, les coves amb les pintures de la darrera fase de l'art rupestre. L'Alt Penedès en coneix dues representacions, ambdues al terme d'Olèrdola. La primera es troba a l'abric dels Fons de Segarrulls i consisteix en dues figures estilitzades d'arquers, acompanyades d'un bon nombre de taques vermelles. Fou trobada per Pere Giró el 1958; posteriorment, el 1970, Anton Ferrer descobrí unes figures esquemàtiques zoomorfes i d'altres de pretesament humanoides. Al temps de la seva descoberta constituïen les pintures rupestres més septentrionals de tot el llevant peninsular. Com a darrera manifestació de l'arqueologia prehistòrica, ens cal assenyalar les coves d'habitació, amb ceràmica llisa de parets fines i polides, decorada amb incisions, acanalada o amb cordons de fang, molins manuals, destrals de pedra polida i objectes metàl·lics, com punxons, destrals, puntes de sagetes, etc. Es consideren d'aquesta època, del 2.000 al 1700 aC. les troballes dels termes de Castellví de la Marca (Can Pasqual), Torrelles de Foix (cova de la Masia), Pontons (enterrament de la serra del Tall), Mediona (cova del Bolet).
L'arribada dels celtes sembla que portà el coneixement del ferro al nostre país i la seva típica ceràmica, encara feta a mà, decorada amb incisions de motius geomètrics, solcs acanalats o cordons sobreposats. Són característiques les urnes cineràries, demostratives d'un ritual crematori no conegut anteriorment. El jaciment més important d'aquesta cultura, a l'Alt Penedès, consisteix en la necròpolis de Vilafranca.

### Poblament ibèric
La civilització ibèrica es fa remarcar per manifestacions culturals diverses, com són la ceràmica indígena feta a torn, per l'existència d'una escriptura pròpia i, sobretot, per les referències dels escriptors clàssics. Per aquests autors se sap que els ibers estaven dividits en tribus i pobles que hom ha pretès de situar en unes regions determinades, però amb fronteres poc precises. Així, se sap dels ilergets, la principal ciutat dels quals era Lleida, que abans del segle III aC, assolien la costa del Penedès, entre Barcelona i Tarragona. Més tard, sembla que els cossetans dominaven les terres penedesenques, prenent el nom de la ciutat de Cosse (Cosse o Kesse), que es creu que devia ser el nom indígena de Tarragona. Més a l'interior habitaven els lacetans o laketans (grup probablement dominant a Anoia) i a llevant es trobaven els laietans, propis del pla de Barcelona. És molt possible que entre unes i altres tribus no hi hagués grans diferències culturals o ètniques, de manera que, pel que fa al Penedès, la substitució dels ilergets pels cossetans no devia significar cap canvi de pobladors, sinó a penes l'aparició d'una ciutat. Cosse que, pel seu poder i proximitat, degué substituir l'altra, Ilerda, més antiga, però també més llunyana. Algú ha insinuat que de la dominació ilergeta degué restar un important topònim: Olerdula, probable corrupció d'un original Ilerdula.
Durant el període ibèric, el Penedès era una regió poblada. Els vestigis ibèrics s'han trobat arreu, pel pla i per la muntanya; hom pot assenyalar els poblats de l'Alt Penedès que segueixen: Subirats (el Pujol d'En Figueres), Vilafranca del Penedès (la Vinya del Pau, el Molí de la Rovira), els Monjos (la Ràpita), Olèrdola (la Font del Coscó, les Cases de la Vall, i el Turó de Sant Miquel), Pontons (la Font Pollina), i Font-rubí (la Maçana).

### Romanització
La vinguda dels romans es produí l'any 218 aC. en el marc de les guerres púniques. La majoria dels pobladors indígenes es refugiaren en poblats més o menys fortificats per temor de les operacions bèl·liques. Al poblat ibèric d'Olèrdola es construí, en aquell temps, la reforçada muralla que es manté encara en peu. Restablerta la pau, els antics pobladors reocuparen a poc a poc les terres del pla abandonat els seus refugis de muntanya. La població augmentà i aviat fou més densa que mai no ho havia estat en èpoques anteriors. Si s'admet, amb Bloch, la densitat mitjana de 12 habitants per quilòmetre quadrat tindríem a l'Alt Penedès un mínim proper als 6.200 pobladors que es va produir al canvi d'era. Possiblement la població comarcal augmentà durant els dos segles i mig de pau que seguiren fins que es van produir les primeres invasions bàrbares.
La comarca, doncs, cada vegada més poblada i més treballada, va anar adquirint una fesomia semblant a la que degué tenir al segle xvi dC.
Contribuí sens dubte molt al poblament de tot el Penedès i en concret de l'Alt Penedès, el pas de la Via Augusta, descrit ja en parlar de les comunicacions.
Si ens fixem en els itineraris del temps de l'emperador Antoní Pius (300 dC) que afecten la comarca, ens atreviríem← qui? → a assenyalar un doble traçat de la clàssica via romana o una doble via: i la via d'Arle (Provença) a Tarragona, més secundària, que devia passar per la costa. Així sembla indicar-ho els esmentats itineraris, que assenyalen la distància en milles (la milla romana equival a 1.497 m):
Via de Roma a Cadis: De Barcelona a Stabulo Novo. 51 milles 74,5 km
De Stabulo Novo a Tarragona. 24 milles 35,5 km
De Barcelona a Tarragona hi ha, doncs. 75 milles 110,0 km
Via d'Arle a Tarragona: De Barcelona a Ad Fines. 20 milles 29,6 km
D'Ad Fines a Antistiana. 17 milles 25,1 km
D'Antistiana a Palfuriana. 13 milles 19,2 km
De Barcelona a Tarragona són; 17 milles 99,0 km.
S'ha identificat Stabulo Novo (Estable Nou = Hostal Nou) amb l'Arboç o un lloc situat prop d'aquesta vila, i en el segon itinerari, Ad Fines, seria el lloc on acabava la Laietània (Martorell), Antistiana equival a Bisbal (Antistes = Bisbe), que tant potser la Bisbal del Penedès com la vila Bisbal o la Geltrú, més en el curs suposat coster de la segona via, proper a l'Arc de Berà, que algú identifica amb Sant Vicenç de Calders.
A partir de l'any 253, en què es va estendre les bandes de francs que s'havien infiltrat pels passos dels Pirineus, la situació es va degradar progressivament, sobretot a les grans ciutats, però es creu que, en certa manera, prosperà la vida del camp, on s'erigiren noves vil·les (masos) i es milloraren els existents. La presa de Tarragona pel rei Euric (475) i la caiguda de l'Imperi Romà d'Occident (476) és ben possible que en molt poc afectessin la vida camperola i, per tant, l'Alt Penedès per la seva gran integració al món rural. Així doncs, s'ha pogut estimar que, malgrat els malastres provocats per les invasions, al territori actual de la comarca, en el moment més esplendorós del domini visigòtic (segle VII) hi habitessin uns 7.000 hispanoromans i menys de 200 visigots.

### Invasió sarraïna i passatge dels francs
Hom sap que entre els anys 716 i 719 tota la península Ibèrica fou ocupada pels àrabs. Els vells pobladors degueren cercar amagatall en els refugis muntanyencs i, passat el primer ensurt, a poc a poc, degueren tornar a les terres del pla. De l'estada dels musulmans al Penedès ben poca cosa ha restat. Alguns topònims segurs (la Ràpita, la Múnia, etc.) i d'altres de dubtosos (Sant Joan Samora, Sant Pere Moranta, etc.) i algunes llegendes in aprofitables per la seva exagerada fantasia. Els vestigis arqueològics tampoc no tenen gens d'importància. Alguns arcs de ferradura (Olèrdola, Gelida, Ribes, etc.) que tant poden ser obra dels invasors com dels mossàrabs que continuaren a la comarca. El mateix podríem dir de les rescloses i els molins que veiem documentats des dels primers temps de la conquesta cristiana. De tota manera, la permanència àrab no fou durable.
El 801 Barcelona fou ocupada per l'exèrcit franc i encomanada al comte visigot Berà. En una segona empenta, del 809 al 811 el rei Lluís I el Pietós i el comte Berà arribaren fins a Tarragona primer i al davant de Turtuixa més tard, però fracassaren en l'intent. Més endavant veurem com donacions de llocs i terres pretesament fetes per Lluís el Pietós semblen atribuir a aquesta primera envestida alguns anys de permanència, més que no pas els que correspondrien a una simple expedició de càstig o de rapinya. El castell de Berà (castro Berano) i l'arc romà que va prendre el nom del primer comte (arc de Berà) sembla indicar la fita establerta en la primeria del segle ix. Les desavinences entre francs i visigots i l'aliança d'aquests amb les forces de l'emirat foren causa d'una envestida sarraïna fins a les portes de Barcelona, l'any 815, que posà fi al domini comtal a la regió penedesenca.
Fins al temps del comte Guifre I no se sap de cap altre atac que pugui afectar les terres del Penedès, la donació feta a Ripoll l'any 884 de Montserrat i Centcelles, a la Marca, prop de la ciutat de Tarragona, amb quatre milles a la rodona ho dona a entendre. La dominació de les terres d'entremig seria precària i fugissera, ja que l'any 897 contraatacà el governador àrab de la frontera superior, Llop ibn Muhàmmad, que arribà a les portes de Barcelona, on derrotà i ferí mortalment el comte Guifre. Molt possiblement aquestes anades i vingudes dels exèrcits cristians o sarraïns tingueren efectes molt negatius en el que al poblament de l'Alt Penedès es refereix.

### Desena centúria
Amb el segle x comença l'època documentada de la comarca. Si, anteriorment, tot eren conjectures, a partir dels primers anys del nou-cents ja tenim el suport dels documents. I així veiem com es desgrana una toponímia de curiosa vigència que en menys d'un segle ens emplena la comarca de llocs de poblament, possiblement petits, però de certesa comprovada per la documentació (original o transcrita) que ens ha arribat a l'època actual. Són els noms de Subirats (917), Olèrdola (929), Castellví de la Marca (936), la Granada (950), Lavit (956), Font-rubí (956), Gelida (963), Sant Pere Molanta (965), Avinyonet (973), Sant Sebastià dels Gorgs (976), Viladellops (976), Mediona (977), les Gunyoles (977), Santa Digna (978), Santa Margarida (978) Sant Martí Sarroca (986), la Sanabra (991), Cantallops (991), Monistrol d'Anoia (992) i d'altres que omplen la comarca arreu. Però no són noms de llocs morts, erms i despoblats, sinó de llocs vivents i que sembla que siguin coneguts i habitat de molt abans. La documentació ens parla de vinyes, de terra campa, de prades per a pastures, de fruiterars, de rescloses, de recs i de molins, de cases, de cellers amb cups i bótes, de torres i de fortaleses, i també de capelles i d'esglesioles, com la de Santa Maria, Sant Pere i Sant Joan al castell de Subirats (917), Santa Margarida (978), Santa Digna (878), Sant Miquel d'Olèrdola (978), Sant Pere Molanta (991), Sant Salvador de les Gunyoles (991), Sant Cristòfol de la Granada (991), Santa Maria del Pla (991), Sant Pere d'Avinyonet, Sant Genís de Pacs (991) i, més encara, el topònim territorial que ha donat nom a la comarca: territorio Penetese (917), in Penitense (956) i (965) «ipsa marcha Penedes» (988), «iusta Penitense» (992), «ipsa marcha, in terminio de Penedes» (1000). Nom que s'ha pensat que podia derivar de pinna o penna 'penya', si bé hi ha parers contraposats.
Però encara trobem molt més en la documentació del segle X: la famosa Via Calçada o Calçada Francisca: Strada Calciata (950, al lloc de la Granada), Calciata Francischa, (978), Via Calciata (976), et. arranjada, segons es llegeix «ad honorem et decorem transito franchorum» (988). L'itinerari penedesenc d'aquesta calçada s'ha volgut refer agermanant la documentació amb l'arqueologia i es creu que, en línies generals, devia seguir la Via Augusta dels romans, desviant-se'n, però, a fi de pujar fins dalt del turó de Sant Miquel, a Olèrdola. Per la plana, hom sap que continuava vers el sud i enllaçava amb la que s'anomenava «Estrada Moresca». La Calçada Francisca fou, sens dubte, l'eix que vertebrà el territori del Penedès a partir del segle x. Quan fou construïda? Possiblement abans del 950 i tal vegada durant el segle ix, en el període en què els musulmans havien lliurat als imperials tot el territori de Tarragona cap encçà. Es diu que fou construïda pels naturals del país, la qual cosa abona la hipòtesi que el país no era deshabitat. Cal suposar, però, que no feren altra cosa que arranjar l'antiga via romana.
Hi ha encara altres fets demostratius de la súper vivènça de petites comunitats mossàrabs que mantenien el culte cristià durant la dominació àrab i que, en afluixar-se aquesta, es lliuraven a l'autoritat del bisbe de Barcelona, com fou el cas de la Granada i de Vallformosa a l'Alt Penedès, Ribes al Garraf i el Montmell i Vila-rodona a la frontera del Gaià. Així fou com, pràcticament sense lluita, a la segona meitat del segle x, tot l'Alt Penedès, i moltes de les terres més a ponent, eren sota l'autoritat teòrica del comte de Barcelona i del bisbe de la mateixa ciutat.

### Predomini dels feus militars
L'expedició d'Almansor contra Barcelona, l'any 985 no sembla que vagi fer grans destrosses al Penedès, car tot dona a entendre que la vida local continuà. Però els autors antics i moderns estan d'acord a dir-nos que Al-Mansur passà pel Penedès. El que no es pot assegurar és que hi trobés gran resistència. En tot cas, l'estada dels sarraïns fou molt breu i ben aviat es recobrà la vitalitat del territori, això si, amb un considerable predomini dels feus militars, especialment dels vinculats a la casa dels Gurb-Cervelló, que, al primer quart de l'onzena centúria, ocupaven totes les posicions dominants de la contrada, des de la porta de llevant, guardada per les fortaleses de Gelida i Subirats, a la de ponent, que fitaven els castells de Castellet i Castellví, amb excepció dels diguem-ne enclavats de Sant Martí Sarroca—on campaven pels seus respectes primer el veguer o vicari comtal Galí de Santmartí, presumpte colonitzador dels estanys de Calders, i després el seu fill Guillem, que s'havia endinsat fins més enllà del Gaià i que assolí el castell de Serres, a l'actual terme de Vila-rodona—i de Mediona, de la família de Guillem d'Oló, dit de Mediona, levita, home d'empenta, coneixedor dels problemes de la frontera especialment de l'Anoia i gran col·laborador del bisbe de Vic.
Alarmats per aquest creixent predomini, el bisbe de Barcelona, l'abat de Sant Cugat i el mateix comte de Barcelona, procuraren d'afermar la possessió de les terres de la plana, malgrat que, per això haguessin que recórrer a incentius com les franqueses (a Olèrdola i el seu terme, d'abans de l'any 990, i confirmades l'any 1025 pel comte Berenguer Ramon I, el Corbat, als habitants de l'urbs o castell d'Olèrdola i del Penitense, i la cessió d'alguns dels seus drets a la família vescomtal que tenia el seu càrrec la defensa del castell d'Olèrdola i de la frontera de ponent. El bisbe de Barcelona procurà no deixar de la mà el seu castell de la Granada, aviat encreuament de camins i nucli d'un mercat que no trigaria a fer-se famós, així com el castell de Ribes, que agafava els terrenys més bons de Garraf. Sant Cugat, a part d'arreplegar nombroses petites donacions arreu de la contrada, entre les quals Moja, al peu d'Olèrdola i Albinyana, tascó entre Castellví i Castellet, deixes sacramentals d'Adalbert, germà del vescomte Udalard, mort a les presons de Còrdova l'any 1011, i que serví de suport per a les reivindicacions dels estanys de Calders, valent-se d'un precepte que, a correcuita, va procurar obtenir del rei franc Lotari I de França, el 986, quan encara devia estar calenta la cendra de les antigues escriptures monacals que es deien combustas esse movimus per infestationem paganorum.

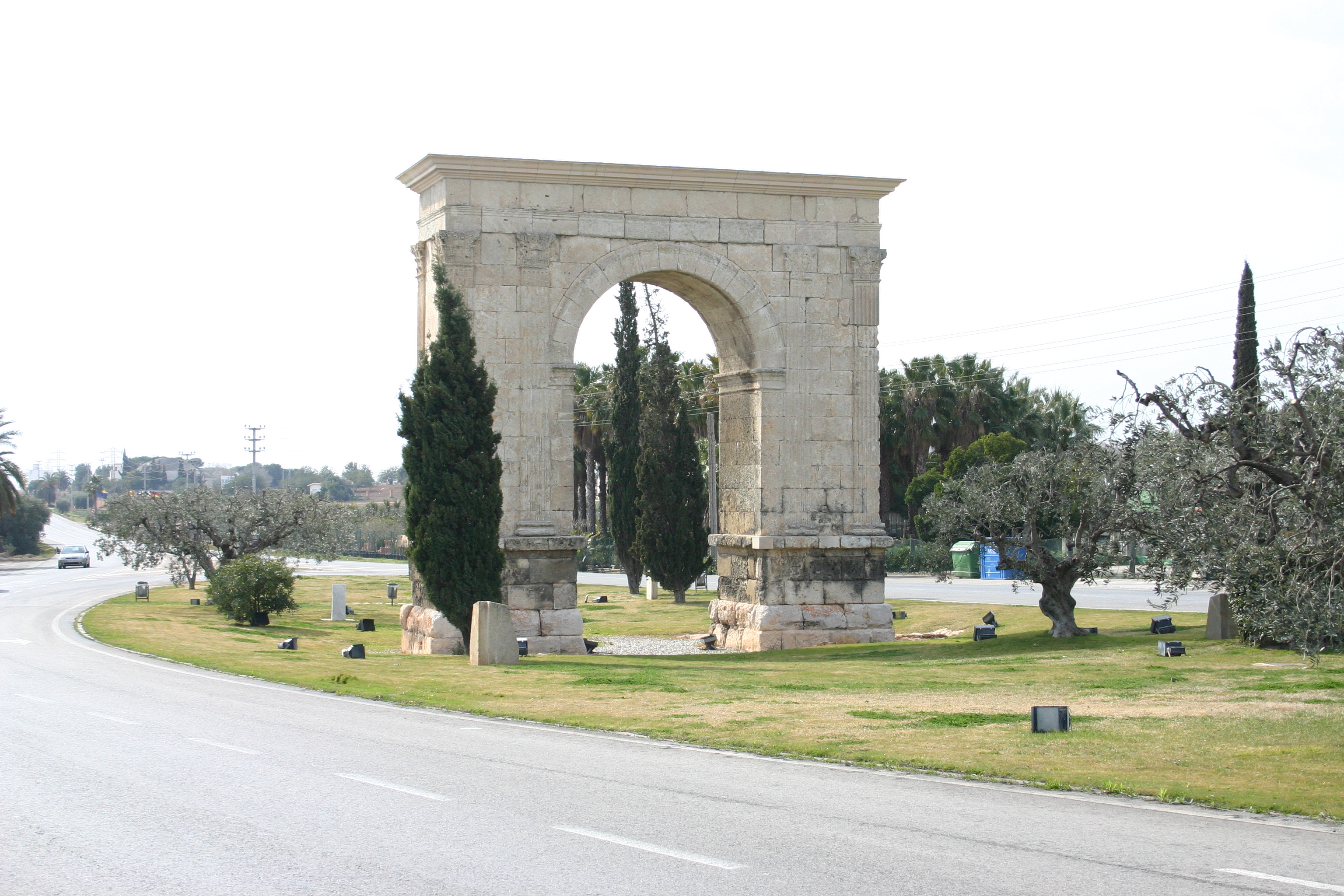
Arc de Berà al municipi de Roda de Berà (Tarragonès)

La documentació coneguda dels primers decennis del segle xi ens donen a entendre que les fronteres eren encara poc segures al tombant de l'any mil, car una escomesa sarraïna s'internà fins a la Granada i destruí fins als fonaments la torre de guaita d'aquell enclavat bisbal cap a l'any 1003; el cert és que, poc després, anà fruitant per les bones terres de la plana una constel·lació de masos i de petites fortaleses, molt dispersa, intercomunicats els llocs entre elles per una teranyina de camins i carrerades, a banda i banda d'aquella antiga Via Augusta renovada i coneguda per Calçada Franca, que, si en el document de l'any 1013 referent a la permuta de Llitrà per uns alous de Rubí, al Vallès, es defineixen com la Via Calçada que va a Tarragona i a tot arreu, el cert és que, si no hi havia pau a la frontera, es convertia en un atzucac que no podia anar pas més enllà del castell de Berà.
Aprofitant l'ambient de pau que es respirà després de l'expedició a Còrdova de l'any 1010 la colonització de la contrada prosperà amb tota evidència, sobretot en els conreus. Predominava la terra campa—amb ordi, mestall i civada--, però també hi havia les vinyes, amb clapes d'horta, arbres fruiters, oliveres, prades i pastures, rouredes, boscs i bardisses. La indústria es limitava a la molineria a les vores dels cursos tributaris del riu de Foix o del riu de Bitlles, alguna farga i ferreria, forns de calç, de guix o de coure pa i poca cosa més eren els únics recursos industrials del Penedès. El comerç, molt probablement, es reduïa a senzills intercanvis, atès que el diner escassejava i els objectes d'ús, com eines, mobles i peces de vestir, s'aprofitaven fins a extrems insospitables i eren esmentats testamentàriament en les deixes de pares a fills. Del ja esmentat mercat de la Granada es té una referència indirecta l'any 1080 en establir-se per l'alou de Llacunalba—terme d'Olèrdola—un cens anual de tres sestercis de forment, segons mesura de la Granada.

### Del comtat a la vegueria

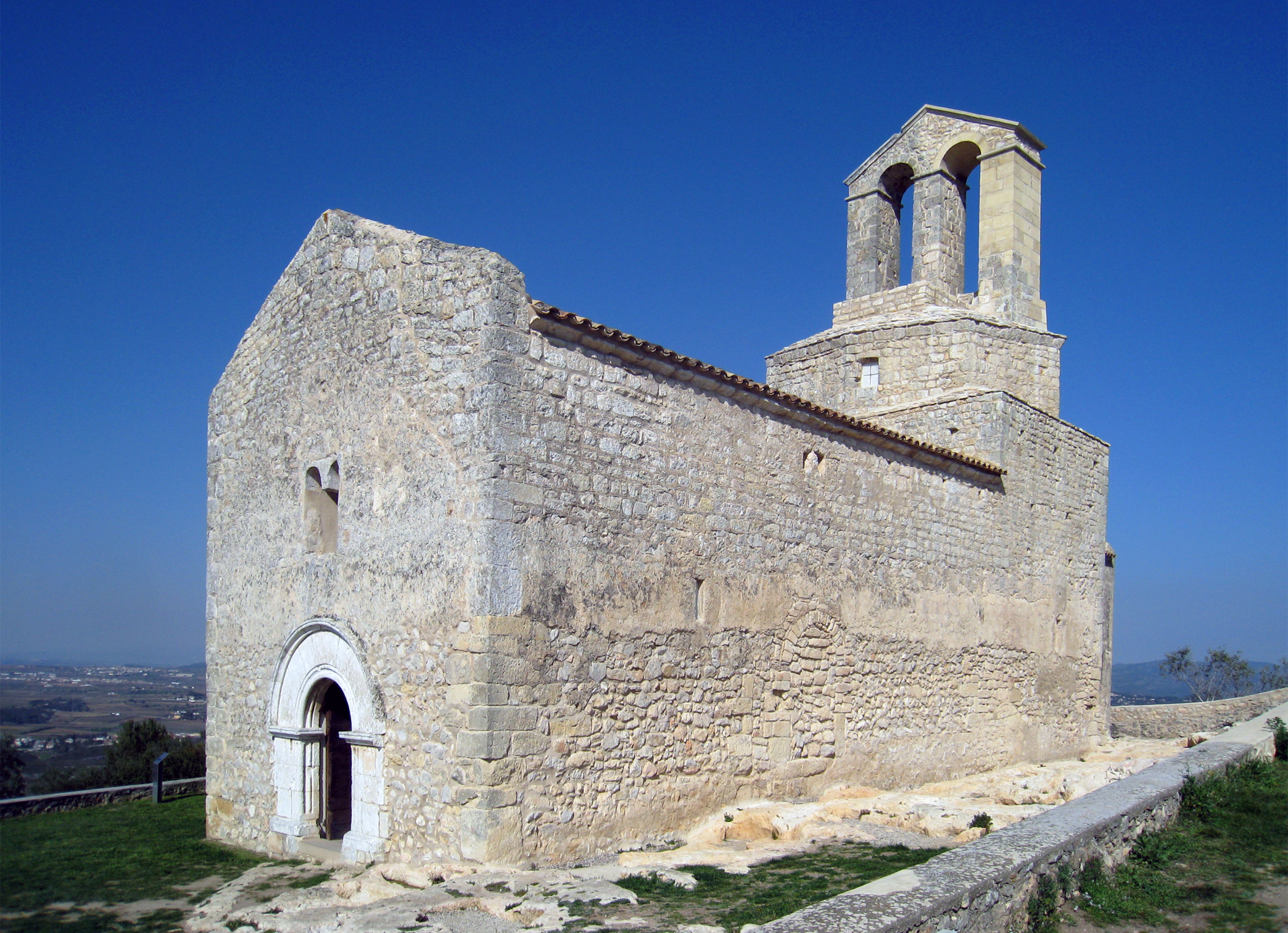
Ermita de Sant Miquel al municipi d'Olèrdola

La mort prematura del comte Berenguer Ramon I, el Corbat, que regí el comtat del 1018 al 1035, sempre sota la mirada atenta i vigilant de la comtessa Ermessenda, mare del comte, i la divisió dels seus estats que feu entre els seus fills Ramon Berenguer (l ciutat, el comtat i el bisbat de Girona i ciutat de Barcelona, amb el seu bisbat i comtat, fins a Llobregat, Sanç (la part del comtat de Barcelona des de Llobregat a la terra de pagans, amb la ciutat d'Olèrdola Guillem, que amb la seva mare Guisla rebia el comte d'Osona. La prepotència de l'hereu, Ramon Berenguer obligà Sanç i Guillem a renunciar de bon grat o per imposició, l'herència paterna. Més que res, cal remarcar com devia haver prosperat l'obra repobladora, que havia donat lloc, tot i les limitacions de l'època, a una base humana suficient perquè es pensés en la formació d'un nou comtat del Penedès. Malgrat que, com s'ha dit, Sanç mai no el governà, el comtat continuà esmentant-lo segons la fórmula escrita ipso comitatu quem dicunt Penitense en documents que, durant més d'un segle (del 1039 al 1145, s'hi refereixen. Per cert que en la darrera de les dates ja llegim Penedes i no Penitensem.
Amb la successió del difunt comte Corbat pel seu fill Ramon Berenguer I aviat es desfermà una inquietud que no trigaria a tornar-se clara desobediència dels barons establerts al Penedès—els Cervelló, els Mediona, els Santmartí i d'altres—que acceptaren el diem, cabdillatge de Mir Geribert, de la família vescomtal cosí del comte de Barcelona i gendre de Gombau de Besora, home de confiança de la comtessa Ermessenda, el qual fent-se amic i hoste dels sarraïns de Tortosa, sembla que aconseguí d'obrir el pas pel Camp de Tarragona i s'establí un cert comerç amb la Hispània musulmana, que s'avenia a una pau pactada i pagada, que molt afavorí el desenvolupament de l'efímer comtat. El fet que Mir Geribert l'any 1041 es titulés príncep d'Olèrdola en convocar una improvisada audiència en el castell de Lavit és un episodi poc rellevant entremig d'aquella brega en què es disputava, tal vegada, l'opció de viure en pau amb els taifes morescques de ponent o de mantenir encesa una lluita permanent contra els enemics de la cristiandat.
L'efervescència s'apaivagà quelcom amb l'arbitratge del bisbe i abat Oliba i les morts successives de Gombau de Besora (1050), la comtessa Ermessenda (1058), el mateix Mir Geribert, el qual, després d'haver fet les paus amb el comte de Barcelona, va tornar amb la seva host cap a les terres de l'Ebre en una expedició al servei del comte Ramon Berenguer I contra el castell de Móra, acció en la qual fou capturat i mort, junt amb el seu fill Bernat i tots els seus homes pels seus antics amics i aliats de Tortosa, el 29 d'octubre de 1060. El comte Ramon Berenguer I no morí fins al 1076. Deixà els comtats en condomini als seus fills els germans Berenguer Ramon II i Ramon Berenguer II.
La tràgica mort del darrer, el 1082, va reencendre la rebel·lió dels barons. Arnau Mir de Santmartí, que tenia encomanat el castell d'Olèrdola, es negà durant set anys a reconèixer del comte titllat de Fratricida, però, més tard, li prestà col·laboració en la confusa trama d'intervencions a favor de certes taifes per terres del Baix Aragó i del nord del País Valencià, que valgueren a la contrada un relatiu i calmós allunyament del camp d'operacions. relatiu, perquè la frontera amb el Camp de Tarragona, abans tranquil·la, començava a sentir-se hostilitzada. L'any 1078 la torre de Codony, del terme del Montmell, es trobava deshabitada per por a la pèrfida gent ismaelita, a causa del terror insistent i intolerable dels bàrbars. El 1088 ja era el castell d'Albinyana, destruït assolat i sense homes per a reconstruir-lo, el que era inhabitable per por dels ismaelites. Així i tot, el Fratricida mai no va defallir i, amb l'aprovació que obtingué del papa, organitzà una autèntica croada per a la conquesta de Tarragona en la qual participaren Arnau Mir de Sant Martí, Guerau Alemany, Deodat Bernat, Ramon Geribert de Castellet, Arnau Guillem de Subirats, Bernat Guillem de Claramunt i d'altres enyors establerts al Penedès. La documentació coetània permet de creure que la ciutat de Tarragona fou llargament depassada i pels anys 1095-1096 - els darrers del mandat de Berenguer Ramon II al comtat de Barcelona—els seus dominis havien assolit les vores de l'Ebre per Amposta i per la Ràpita, però la conquesta no es va consolidar.
Pel desembre de 1096 començà a regir el comtat Ramon Berenguer III, fil de Ramon Berenguer II. El seu oncle, rebutjat, es creu que se'n va anar a Terra Santa, d'on mai més entornà. Durant el seu govern comtal es produí un fet de gran transcendència; la invasió dels almoràvits. Procedents del desert africà, havien entrat a la península Ibèrica i, de victòria en victòria, el seu domini s'anava estenent per tot. L'any 1107 el comte Ramon Berenguer III feia donacions a Sant Cugat per a la remissió dels seus pecats i perquè Déu li concedís el triomf sobre els sarraïns que envaïen les nostres fronteres. Hom sap, per un document de l'any 1108, que una ingent multitud de moabites i altres enemics del nom de Crist entraren per diferents llocs de la nostra pàtria, especialment pel Penedès. Envaí moltes fortaleses, destruí esglésies, també profanà llocs sants i cremà tota la terra fins al castell de Gelida, matà i capturà molts milers d'homes i deixà despoblada tota la província. Un altre flagell fou la seva invasió del castell d'Olèrdola, on moriren molts homes i es feren innombrables captius... Altres documents parlen de destruccions semblants a Calders, Santa Oliva i les esglésies de Santa Maria i de Sant Julià.
Ramon Berenguer III concedí el 1108 franqueses i seguretat a tots quants anessin a reconstruir i repoblar el castell d'Olèrdola i pau i treva perpètuament als qui anessin als termes de Santa Margarida, Moja, Santa Digna, Fontallada, Viladellops i Mont-rodó.
Diferents atacs contra els territoris comtals es produïren pels anys 1114 i 1115; no consta que vagin causar estralls al Penedès, però sí que en el darrer dels casos es dirimí una batalla decisiva al Baix Llobregat, que no tan sols salvà la ciutat de Barcelona i el seu comtat, sinó que la desfeta soferta pels almoràvits els feu desemparar tot el Camp de Tarragona replegant-se fins més enllà de l'Ebre.
És remarcable l'esment de Jordà de Santmartí com a vicari al castell d'Olèrdola, i no pas perquè fos nova aquesta titulació. Ja al segle x s'havia notabilitat Ènnec Bonfill com a vicari del comte Borrell en documents del decenni de 970-80. Poc després, havia entrat en joc el potent Galí, vicari de Sant Martí, així com d'altres encarregats del govern d'un castell termenat, però, entrat el segle xii, el càrrec de veguer o vicari comtal va prenent més consistència i amplitud territorial, sobretot quan, com en el cas d'Olèrdola, es tracta d'una posició tan destruïda com es vulgui, però encara s'esmentava com a capital d'un comtat. Pel mateix temps s'esmentava un Assalit vicarios Cathalonia i, quelcom més tard—del 1156 al 1173--, Guilelmus Catalani, vicarii domini regis in Penitense, ço és: 'vicari del senyor rei al Penedès'. Vol dir que, si al començament del segle les vegueries eren només prefigurades, a l'acabament de la dotzena centúria eren una realitat, al Penedès, a Barcelona i altres contrades, com és el cas d'Eixemèn, esmentat el 1199 com a vicari del senyor rei a Osona i el Vallès. Les vegueries, amb base territorial, eren ja establertes abans d'acabar-se el segle xii, probablement en el regnat de Pere I (1196-1213)

### Fundació de Vilafranca

Localització de Vilafranca del Penedès respecte de l'Alt Penedès

Un fet cabdal que es produí entremig fou la fundació de Vilafranca després de l'any 1108, que respongué a la destrucció d'Olèrdola pels almoràvits i el seu refús fins més enllà de Tarragona. L'allunyament del perill que, des del començament de la conquesta cristiana, havia gravitat sobre els repobladors de la contrada augmentava les possibilitats de seguretat i d'estabilitat de la gent que s'hi establia. I ja no valia la pena d'enfilar-se als penyals de la fortalesa d'Olèrdola si es podia viure en pau i tranquil·litat a les bones terres de la plana penedesenca, on s'havia format un poblament dispers.
Els comtes de Barcelona havien readquirit terres i cases a fi d'establir-se en llocs de particular importància, sobretot després de la restauració de Tarragona, quan la Calçada Franca havia deixat de ser un cul-de-sac per a convertir-se en una via comercial de primer ordre. I així fou com de les antigues caseries formades molts decennis abans entorn de Santa Digna, Fontallada i Torre Deià, emparant-se en les no menys antigues franqueses del Penedès, sorgí, per creixement natural, la vila de Vilafranca.
El que fou la mort d'Olèrdola donà vida a Vilafranca i de la seva existència ja se'n parlaria abans de mitjan segle. Hi ha la donació als hospitals d'una casa prop de Vilafranca, el 1148, seguida, ben de prop, pel primer esment conegut d'un batlle de Vilafranca; Petri Berengarii, baiulum comes, (1151) i, citació més completa el 1160. Petri berengarii, baiuli de Villa Francha, pel mateix temps se'ns diu que Oller de la Rafeguera traspassava a Pere de Villafranca els seus drets al forn de la vila i a tots els forns que s'hi construïssin. Vilafranca, ben jove encara, gaudí de la protecció del comte-rei Alfons el Cast, tal vegada per formar part de la llarga llista de castells i viles donades a la seva muller Sança de Castella, en les esposalles de l'any 1174. Aquest rei, el 1177, donava a l'església de la Santa Creu de Barcelona i al bisbe Bernat la tercera part de les eixides del seu mercati de Villafrancha. La donació és curiosa, ja que en domini episcopal, a la Granada, feia més d'un segle que hi havia un altre mercat, ja ben conegut i, encara pel 1178 llegim d'un cens de grans que es pagava segons quartariam fori Granate. En l'avenir, però, Vilafranca serà el mercadal indiscutible i el centre comercial d'una gran rodalia. El 1179 el pa i el vi de la batllia de Vilafranca, que corresponien al comte rei, eren arrendats a B. de Garubuac pel sotsbatlle de Barcelona. Alfons I d'Aragó establí notaries a Vilafranca el 1188.
La guerra contra Alfons VIII de Castella i l'aparició dels almohades en territori peninsular tal vegada forçà el Cast a desprendre's de Vilafranca, que amb la seva fira i el seu mercat i amb tots els seus emoluments fou donada a Berenguer i Pere de Vilafranca. Dalmau de Canyelles i Vidià de la Rafeguera, en document expedit a Lleida el maig de 1191. Però el destí de Vilafranca i de tot el Penedès és ja traçat. El 1198 el veguer del rei Bernat de Boix presideix la visita d'una causa sobre uns béns de Sant Cugat, atès que tenia poders juridiccionals, tant civils com criminals. Els censos de grans als frares de Sant Cugat ja s'establien segons mesuram rectam mercanti de Villa Francha (1197), on convergien camins i carrerades, centre comarcal que, en l'avenir, presidiria tota l'activitat de la vegueria i viuria, amb ella, totes les alternatives i els esdeveniments, tant els pròspers com els adversos.
El 1304 que Jaume el Just autoritzarà la formació oficial de la vegueria de Vilafranca o del Penedès
| « | La vegueria de Vilafrancha combrença de Gayà, ço és a la riba de la mar devant Tamarit, e puja-se'n per Gayà a amunt entrò sus a Vil·la-redona a Sanctes Creus e al Pont d'Armentera e, puys, travessa en lo terme, de Tous e comprèn Muntbuy, dins aquell terme, e passa per los termes que comprèn e per Jorba e per la serra sobre Aygualada e comprè Jorba et Òdena e Castellaulí entre Saguàrdia e passa per la rocha de Muntserrat deçà e ix en Lobregat sobre coll Bató et, tenent la ribera de lonch en lonch de Lobregat, hix a la riera de Martorell e travessa les muntanyes entre Castellviy e Gilida, qui roman de la dita vegueria. E passa les muntanyes sobre loterme de Cervelló e ix al terme d'Araprunyà. E puis devala tro en la mar dessobre Garraf e puis tot lo maresme entrò a Gayà. | » |

La vila d'Igualada, amb tota la seva rodalia, quedaven dins la vegueria de Vilafranca. La sotsvegueria d'Igualada, segons Mossèn Joan Segura Valls data de l'any 1233, però, en tot cas, quan es van fer els fogatjaments del segle xiv, no seria més que una subdivisió de la vegueria de Vilafranca. En concedir-ne a la vila d'Igualada el carreratge de la ciutat de Barcelona, l'any 1381, la sotsvegueria passaria a integrar-se en la vegueria de Barcelona.
La vegueria tingué capitalitat jurídicament radicada a Vilafranca només a partir del 1356, per privilegi concedit per Pere el Gran, en nomenant-la cap de la vegueria. I així fou fins a l'extinció, l'any 1716, extinció que donà pas als corregiments creats en virtut del decret de Nova Planta.

### Divisió diocesana
La partió de les diòcesis de Barcelona, Vic i Tarragona es va establir tan bon punt el comte Ramon Berenguer III va donar al bisbe de Barcelona, Oleguer la ciutat de Tarragona amb la seva rodalia i el papa Gelasi II designava el mateix Oleguer com a bisbe de la seu restaurada (1118). La diòcesi barcelonina es dividia en quatre zones o deganats: l'Oficialitat (Barcelona), el Vallès, Piera i el Penedès. Aquests límits o divisions prevaldrien, amb molt poques alteracions, fins al 1956, ço és, per més de vuit segles.
Els seus límits occidentals s'allunyen, a vora mar, un xic dels que s'han donat per a la vegueria: Altafulla, Torre de Clarà (Torredembarra), Creixell i Vespella de Gaià pertanyien a l'arquebisbat. A la vora del Gaià, Salomó, Puigtinyós i Vila-rodona eren del deganat del Penedès, però Santes Creus, Montagut, Querol i Santa Perpètua eren de l'arquebisbat. Queralt, Santa Coloma de Queralt, Tous, Jorba, Montbui, Igualada, Òdena, Rubió i Castellolí, eren del deganat de la Segarra, bisbat de Vic.
Els límits del nord i de llevant del deganat del Penedès, a partir del Gaià, comprenien els llocs de Vila-rodona, l'Albà, Selma, Pontons, Foix, Font-rubí, Sant Pere de Riudebitlles, Terrassola, Lavit, Sant Sadurní, Subirats, Gelida, Ordal, Avinyonet, Olesa de Bonesvalls i Garraf. Al deganat de Piera el límit meridional el formaven els llocs i les parròquies de Santa Maria de Miralles, la Llacuna, Mediona, Sant Quintí, Cabrera, Freixe, Sant Jaume Sesoliveres, Monistrol d'Anoia, Sant Llorenç d'Hortons, i d'ací fins a la ratlla del Llobregat per Sant Esteve Sesrovires. Els darrers pobles de la part oest de l'Oficialitat eren Castellví de Rosanes, Corbera de Llobregat, Vallirana, Begues i Castelldefels.
Hom creu que les divisions diocesanes provenien de temps molt anteriors, ço que sembla confirmar el breu del papa Anastasi IV, de l'any 1154, manant el bisbe de Barcelona que restituís, o indemnitzés, al bisbat de Tarragona per haver ocupat les esglésies de Sitges, Ribes, Cubelles, la Geltrú i d'altres, i el bisbe de Vic havia de fer el mateix per les esglésies de Santa Coloma de Queralt, Aguiló, Llorac, Savallà i d'altres, que havien ocupat els dits bisbes en temps del captiveri i la desolació de Tarragona.

### Evolució històrica i demogràfica del Penedès

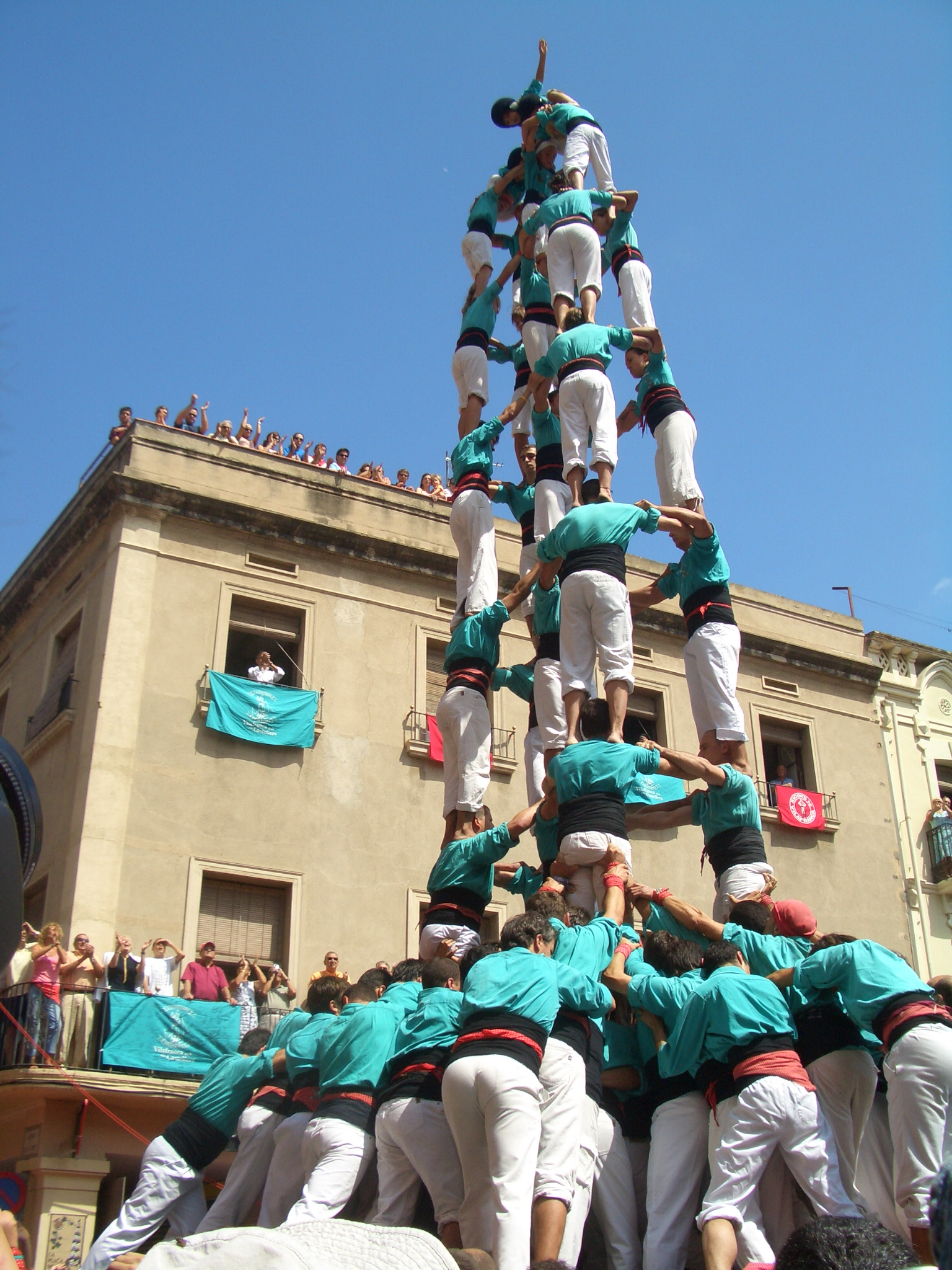
5 de 9 amb folre dels Castellers de Vilafranca, a la plaça de la Vila de Vilafranca del Penedès, a la diada de Sant Fèlix del 2006

L'evolució de la comarca a partir del segle xii és determinada per dos factors ben agermanats: la riquesa i la demografia. La riquesa fou possible quan es van reobrir les tradicionals rutes comercials, fet que comportà el desplaçament a Vilafranca del nus de comunicacions amb Tarragona i les terres del País Valencià, que, amb l'esforç de la gent del rei Jaume I s'integraren a la seva corona, i cap a Lleida i Aragó, d'on venien llargues corrues de matxos carregats de grans, destinats a Barcelona o als molins penedesencs de les vores dels rius de Foix i de Bitlles o de l'Anoia.
La població, periòdicament, va veure el seu creixement vegetatiu incrementat amb la immigració, tantost procedent de les terres d'alta muntanya del Principat, tantost procedent d'allà dels Pirineus. Per exemple, quan la persecució de l'heretgia albigesa, el Penedès va rebre molts de fugitius llenguadocians, alguns dels quals van participar en les empreses de Mallorca i de València, i d'altres romangueren al mateix Penedès, artigant terres, aixecant masies i ajudant a repoblar la comarca. El mateix es repetí en la persecució dels hugonots.
Hom no té notícia de fogatjaments anteriors al segle xiv. Es té coneixement però, d'unes relacions segons les quals pels anys 1279-1280, hi havia en la comarca estricta de l'Alt Penedès delimitada el 1936, trenta-dues parròquies i capellans que tributaven a la Seu de Roma entre 2.169 sous l'any 1279 i 2.065 sous l'any 1280. No és que el delme que se satisfeia fos proporcional al nombre de feligresos, sinó que ho era als rendiments de cada parròquia. Suposant que les parròquies més modestes i que menys tributaven tinguessin només deu famílies, correspondrien dos sous per cap de casa, de manera que la mitjana donaria un total de 1.059 caps de casa, ço és, uns 5.300 habitants, aproximadament uns deu habitants per quilòmetre quadrat. Xifra, tal vegada modesta, i en aquest sentit és que no manquen autors que admeten una major densitat.
Els censos del segle xiv, publicats el primer per Pròsper de Bofarull, l'any 1856, segons el fogatge manat fer pel rei Pere III en ocasió de la cort celebrada a Cervera l'any 1359, i el segon per Pere Grases, l'any 1929, donen, per a l'esmentada comarca de l'Alt Penedès—no per a la vegueria de Vilafranca--, uns totals de:
- 1359, 1.544 focs (uns 7.720 habitants)
- 1376, 1.998 focs (uns 9.990 habitants)

La diferència més gran entre ambdós fogatges correspon a la capitalitat de la vegueria, que si segons Bofarull tenia 453 focs l'any 1359. passats disset anys en tindria 820 focs. Això significa un augment de quasi 22 focs anuals, xifra molt elevada per a l'època. Ara bé, segons l'autor vilafranquí, el text de què se serví (ms. 2.590 de l'Arxiu del Patrimoni reial de Barcelona), deia:
- Primo de la vila de Vilafrancha de Penedès
- segons lo nombre de Crevera DCCCLXXIII focs
- e segons lo nombre de Tortosa DCCCXX focs
- corregeix CCCCXX focs

En tot cas, i qualsevulla que sigui la data que s'admeti per bona, els fogatges manats fer en temps del rei Pere II són els més alts de l'edat mitjana. Cal arribar al segle xviii per a trobar dades iguals o majors que les antecedents.

### Els factors negatius
El poblament i la prosperitat de les comarques foren negativament influïts, durant quasi quatre segles, per tres grans calamitats: la pesta, la fam i la guerra. La Pesta Negra o glànola arribà d'Orient i s'escampà per tot Europa. A Catalunya es coneixen epidèmies escaigudes pels anys 1348-51 i 1362-63, 1371, 1375, 1381, 1396-97, 1410, 1429, 1439, 1448, 1465-66, 1476, 1483, 1493-94, 1497, 1501, 1507 i 1521.
Com que els fogatjaments coneguts són posteriors a les primeres invasions pestíferes, s'ha aventurat de suposar que, abans de l'any 1348, les terres de la comarca de l'Alt Penedès podien haver estat més poblades que quan es van fer els fogatjaments. posteriors. No hi ha dades de la mortaldat causada per cadascuna de les invasions de l'epidèmia, i els fogatjaments posteriors, són de 1.045 focs el 1497, 1.020 focs el 1515 i de 1.231 focs el 1553.
Totes les guerres patides al Principat passaren—de llarg a llarg—per les terres penedesenques deixant un llarg rastre de morts i de destruccions, sent particularment desastrosa la guerra civil contra Joan el Sense Fe que convertí el Penedès en permanent camp de batalla, almenys dels anys 1462 al 1468. Els estralls foren terribles, molts masos abans rics van restar rònecs i abandonats, i molta gent va deixar la contrada per por de les represàlies. Probablement fou cap a l'any 1472 quan s'acabà aquella trista guerra, l'època en què la comarca enregistraria la més pregona baixa en la seva població i la més greu misèria que mai més s'hagués patit des de la invasió dels almoràvits, al començament de la dotzena centúria. probablement el nombre de focs a tota la comarca només vorejaria el miler.
La recuperació del segle xvi fou lenta i treballosa. El camp, a poc a poc, s'anà refent, i s'esmerçaren molts de jornals en el conreu de cereals, amb les inevitables caresties dels anys de secada. La pesta mai no deixà d'inquietar les viles i els més modestos llogarets. L'augment de població enregistrat es va deure més a la presència d'immigrants, de les terres d'alta muntanya i d'Occitània - sobretot durant la persecució dels hugonots-, que no pas a l'augment vegetatiu. Un altre factor negatiu fou l'acció del bandolerisme, sempre cruel i despietat, que si bé desplegà ja la seva activitat durant la segona meitat del segle xvi i la primera del segle xvii, fou en la seva fase tardana quan s'aguditzaren les accions i la rivalitat entre nyerros i cadells, l'època en què es feu sentir més la seva presència al Penedès. Les bandositats foren el fruit d'aquella època i es propagaren, així mateix, a les viles en forma de lluites i de violències entre els estaments que es disputaven les prebendes del govern local.
L'economia de l'Alt Penedès als segles xvi i xvii, amb els inevitables alts i baixos de la situació general, s'anà consolidant sense fugir del marc de la menestralia gremial. Les dades del fogatjament de l'any 1553, publicades per Josep Iglésies, són interessants malgrat ser incompletes. El braç eclesiàstic tenia una representació remarcable: 45 capellans en els 1.172 focs censats donen una proporció d'un per cada vint-i-cinc famílies laiques. Del braç militar encara s'hi troben 18 representants. La noblesa penedesenca és ja residual i heterogènia, puix que al costat de representants de l'antic braç militar hi ha famílies ensivellades a causa de la convulsió del segle anterior pel fet que havien estat del partit del rei Joan II, triomfador en la contesa.
El tercer estat, més nombrós i complex, era encapçalat per les professions liberals com apotecaris, cirurgians, doctors, metges, mercaders, notaris, etc., que, amb els pagesos rics, tenien prou força per a competir amb la noblesa. Floria una menestralia quelcom diversificada, prenunci d'una futura industrialització que tardaria d'arrelar a la comarca. Sobresortien els oficis derivats de la llana i de les pells. Hi havia un alt nombre de blanquers, o adobadors de pells, i quasi igual era el nombre de paraires, o preparadors de llanes; els segueixen els teixidors, de llana o de lli, flassaders, capellers, sastres i botiguers de draps. El lli i el cànem es collien a la comarca i també hi havia una ramaderia autòctona o transhumant que aprofitava les pastures de les serralades Pre-Litoral i Litoral, insuficient per a les necessitats dels obradors, de manera que en gran part, la llana emprada procedia d'importacions d'Aragó i altres contrades. La indústria de la fusta era representada per serradors i per fusters. S'esmenten ferreries (a Gelida) i ferrers, daguers, espasers, manyans, serrallers i torners. Rajolers i cantirers treballaven el fang a Vilafranca i altres llocs. Els forns de calç, com els carboners, es localitzaven a les serres dels contorns, i els de guix, a les guixeres de Pacs i de Vilobí, explotades de temps immemorial. La construcció comptava amb destres mestres de cases i, tot i que no apareixen en els censos, hem de creure que hi devia haver un bon nombre de paletes i manobres, i així una llarga tirallonga amb més de setanta activitats diverses, que abasten dels fossers als joglars, dels traginers als cistellers, dels mestres d'escola als sabaters.
Un factor negatiu, concomitant amb les guerres, foren els allotjaments de soldats. Com que el comportament de la tropa mai no assolí la correcció desitjable i els abusos eren freqüents, es produí una creixent tibantor entre militars i paisans que fou causa directa de la Guerra dels Segadors. La guerra durà del 1640 al 1652. Afectà tota la comarca, però els pobles més perjudicats foren els situats al llarg de les vies de passatge obligat, especialment Vilafranca i la Granada, ambdues poblacions teatre d'importants fets bèl·lics. Per completar el quadre d'estralls i devastació, només cal dir que la pesta, com en altres guerres, feu la seva aparició i causà tantes baixes com les armes o més. L'empenta de creixement, vacil·lant si es vol, dels decennis anteriors, restà estroncada per tantes malvestats.

### Fi de la vegueria com a desenllaç de la Guerra de Successió
Com sempre, passades les tribulacions, l'única sortida possible és de posar-se a treballar i refer tot el que s'ha desfet. Així ho feu la bona gent de la comarca durant els regnats de Felip IV de Castella i de Carles II, i no pas sense ensurts i sobresalts, com el de l'any 1689, en què esclatà una insurrecció de la pagesia simultània amb una violació de la frontera en una nova invasió francesa. Abans ja se n'havien produït d'altres el 1674 i el 1683, i també després, el 1694. Els francesos no s'avenien a la pèrdua d'una Catalunya que alguns anys enrere havien senyorejat. El resultat d'aquella inquietud no fou altre que més contribucions, lleves i allotjaments. A la mort del darrer monarca de la casa d'Àustria, Carles II, es plantejà el problema de la seva successió, causa d'una nova i desastrosa guerra que afligí tota la comarca.
Felip V d'Espanya, nomenat hereu a última hora, el 1701 era jurat rei per les Corts Catalanes. Les potències de la dita Gran Aliança de l'Haia no van reconèixer la successió al tron d'Espanya d'un monarca de la casa de Borbó i van declarar hereu l'arxiduc Carles d'Àustria, l'any 1703. L'agost de l'any 1705 els aliats de Carles III van desembarcar destacaments a les platges del maresme del Penedès i al nord de Barcelona. Carles III entrava amb triomf a Barcelona i la guerra era ja encesa. Durant nou anys se succeïren les lluites dinàstiques amb constants alternatives que, una vegada més, deixaren la comarca buida d'homes aptes i de recursos. Els fets més greus per a la comarca es van donar el darrer any de la guerra, quan el Penedès era ja sotmès i ocupat quasi completament per les tropes filipistes. Ofegada pels pesats tributs que imposava el comandament filipista, la pagesia del Penedès es va revoltar i s'aplegà i fortificà a Sant Quintí de Mediona, que aviat fou assaltat, cremat i barrejat, sense que les forces sortides de Barcelona poguessin arribar-hi amb socors. Sant Martí Sarroca, més fortificat, es va mantenir fidel a les autoritats de Barcelona, fins i tot després de la capitulació de la ciutat. Pel maig i juny d'aquell fatídic 1714 forces guerrilleres procedents de Barcelona, ajudades per gent de la comarca, operaren de nou contra els ocupants filipistes. Les represàlies no es feren esperar: més depredacions, més morts, més fugitius i més presoners, entre els quals el batlle i el veguer de Vilafranca, que foren portats a Tortosa. Era la fi d'un cicle heroic. El 12 de setembre capitulava Barcelona i el 18 del mateix mes capitulava Cardona, i, amb aquesta, era lliurat a l'enemic el castell de Sant Martí Sarroca, el darrer baluard de la resistència del Penedès. El 16 de gener de 1716, per mitjà del decret amb què el rei Felip V establia la Nova Planta del govern del Principat, restaven desfetes totes les antigues institucions del govern català, entre les quals figuraven les vegueries.

### Corregiments de Vilafranca
El 2 de gener de 1717, en publicar-ne els límits dels dotze corregiments creats al Principat, semblava que eren moltes les alteracions territorials entre les antigues demarcacions vicarials i les corregimentals. És més, la fluctuant sotsvegueria d'Igualada s'integrava dins el corregiment de Vilafranca. Més tard, per un edicte del 2 de gener de 1719, van incorporar-se al corregiment de Tarragona, els termes de Vilanova i la Geltrú, Cubelles, Cunit, Calafell, Creixell, Clarà, Torredembarra, Altafulla, Tamarit i Ferran
| « | considerando los pocos lugres de realengo que este corregimiento contendria si se redujera a los antiguos vegueríos de Tarragona y Montblanc. | » |

A la costa, Sitges, Sant Pere de Ribes, el Vendrell i Sant Vicenç de Calders van continuar formant part integrant del corregiment de Vilafranca, tal vegada per tractar-se de llocs de jurisdicció.
El corregiment de Vilafranca, doncs, restà configurat per un circuit que abastava els termes de Sitges, Olivella, Olesa de Bonesvalls, Subirats, Gelida, Sant Llorenç d'Hortons, Masquefa, Pierola, Esparreguera, Collbató, el Bruc, Castellolí, Rubió, Tous, la Roqueta, Querol, el Pont d'Armentera, Santes Creus, Vil·larodona, Montferri, Vespella de Gaià, la Nou de Gaià, la Pobla de Montornès, Bonastre, Albinyana, Sant Vicenç de Calders, el Vendrell, Bellvei, Castellet i la Gornal, Canyelles i Sant Pere de Ribes, Miralles i Bellprat s'integraren en el corregiment de Cervera.
Els corregiments van suposar el greu trasbals de la invasió francesa (1808-14) i els primers assaigs del provincialisme liberal (1812-1820-23), fins que, per decret de la reina regent del 30 de novembre de 1833 s'establí el règim provincial que donaria fi als ja seculars corregiments.

### Factors econòmics

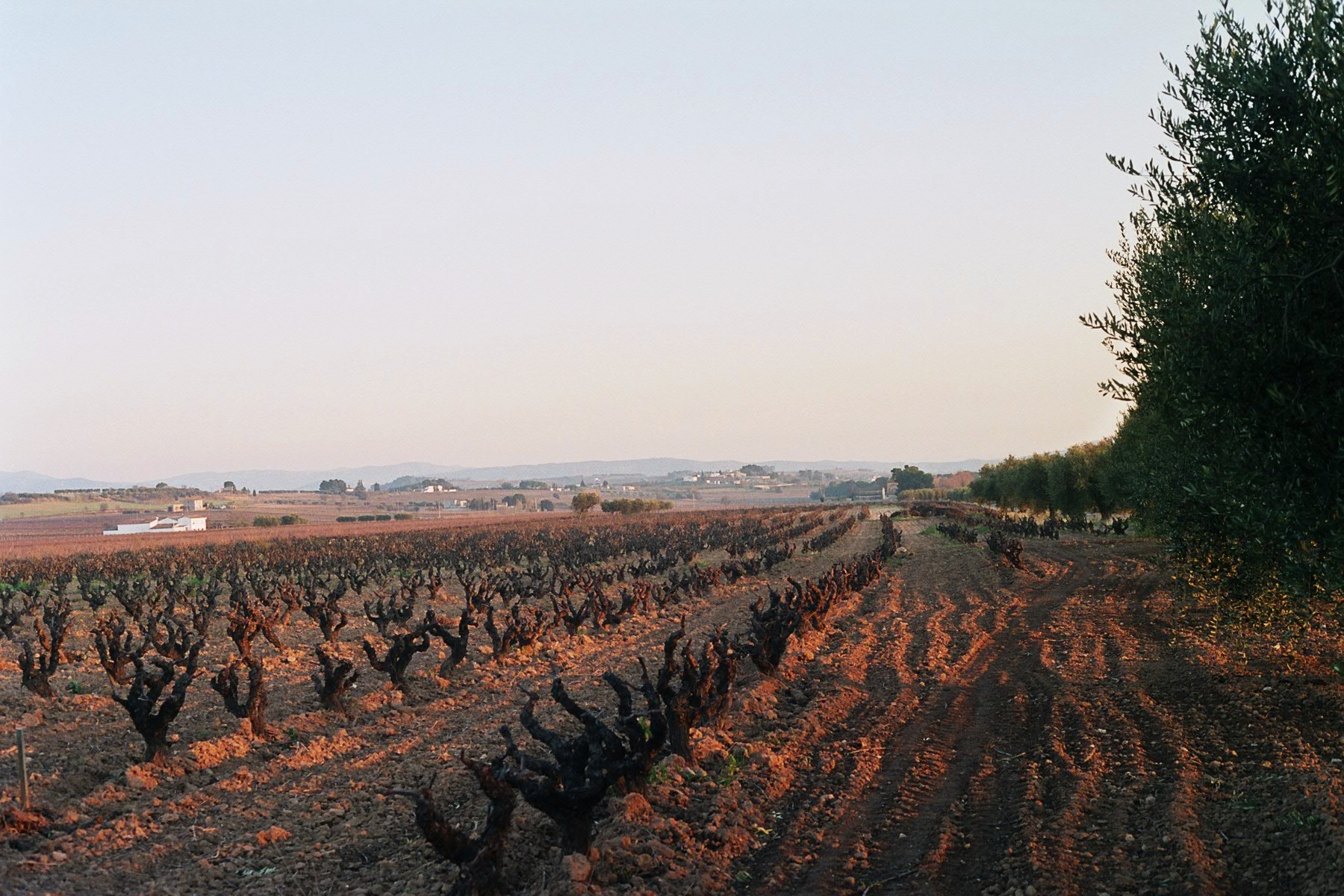
El Penedès i les seves vinyes

Com en segles anteriors, en començar l'època corregimental, la base econòmica de l'Alt Penedès era fonamentalment agrària: subsidiàriament, cal esmentar el comerç de productes del camp i les petites indústries abans esmentades, que no havien passat de la fase menestral i familiar. L'única indústria desenvolupada durant el segle xviii al Penedès fou la destil·lació dels excedents de vi, aiguardents i licors. La primera fàbrica d'aiguardents de Vilafranca s'establí l'any 1692.
Els analistes afirmen que, al principi del segle xviii, l'aspecte del Penedès era d'una regió eminentment cerealícola—una de les terres bladeres més important de Catalunya—de manera que, encara el 1780, la producció de grans era suficient per al consum i permetia l'exportació. És només entrat el segle xix que s'inverteixen les proporcions entre la vinya i les terres campes, però ja durant tot el segle xviii la plantació de vinya es generalitzà a tota la comarca. Es va generalitzar el contracte dit de rabassa morta, o de primers ceps, que tenia per principal objecte el conreu de la vinya, si bé no excloïa altres conreus secundaris. Es basava en l'obligació del pagès d'artigar un ermot i plantar-lo de vinya, amb l'obligació de lliurar, quan aquesta començava a produir, una part de la collita a l'amo del terreny. El contracte duraria mentre subsistissin les dues terceres parts dels ceps o bé durant un període fixat de 40 0 50 anys. Recorrent a aquest sistema varen ésser artigades quasi totes les terres ermes que hi havia al Penedès, van desaparèixer grans extensions de bosc, fet que comportà el canvi del paisatge, alterà el règim de pluja i, fins i tot, la humitat del terreny, per tal com essent la vinya una planta molt àvida d'aigua, eixuga totes les terres on arrela.
La manca de fonts de raig permanent en quantitat, el minso cabal dels rius i fins i tot la pobresa en aigües freàtiques van donar a la comarca fama d'eixutesa, fet que, sens dubte, fou un factor negatiu per al seu desenvolupament.

### El Penedès i les províncies
La primera temptativa d'instituir les províncies com a divisió territorial data de l'any 1812, d'acord amb el text de la constitució aprovada per les corts de Cadis. La unitat territorial del Principat restava salvaguardada en fer de Catalunya una sola província. El retorn a l'absolutisme i la reimplantació el 1820 d'un nou període constitucional van canviar un xic les coses. Es van crear les províncies de Girona, Lleida i Tarragona, restant el nom de Catalunya impròpiament atribuït a la província de Barcelona. El Penedès romania quasi tot dintre la província de Tarragona, si bé a la part de llevant un bon tros era assignat a la de Catalunya, ço és, a la de Barcelona: pobles importants com Sant Sadurní d'Anoia, Gelida, Olesa de Bonesvalls i part del terme de Subirats, car la partió provincial tallava la carretera de Barcelona a València a tocar del Portatge.
No tothom va estar-hi d'acord, i alguns ajuntaments protestaren, entre els quals el de Vilanova i la Geltrú, que reclamaven que la província de Barcelona es fes arribar fins al riu Foix. Un retorn de l'absolutisme va restablir els corregiments, fins que, per decret del 30 de novembre de 1833, fou implantada la divisió provincial que, amb poques alteracions, ha sobreviscut fins avui.
La província de Barcelona diferia quelcom resolta a la proposta dels anys 1821-22. Pel que fa al Penedès, la divisòria amb Tarragona donava satisfacció al desig d'alguns ajuntaments que no volien pertànyer a la província de Tarragona en portar el límit provincial a la conca del riu de Foix. Aquesta mutació significà tanmateix la pèrdua de la unitat penedesenca. Romanien exclosos els termes del Montmell, Sant Jaume dels Domenys, Llorenç del Penedès, Calafell i Cunit, i tots els situats més a ponent fins a la riba del Gaià.

## Política i govern
| Candidatura | Candidatura                                                                                  | Cap de llista | Vots   | Regidors | % vots |
| ----------- | -------------------------------------------------------------------------------------------- | ------------- | ------ | -------- | ------ |
|             | Convergència i Unió                                                                          |               | 12.329 | 12       | 31,33% |
|             | Partit dels Socialistes de Catalunya - Candidatura de Progrés                                |               | 11.086 | 9        | 24,24% |
|             | Esquerra Republicana de Catalunya - Acord Municipal                                          |               | 8.335  | 6        | 18,23% |
|             | Candidatura d'Unitat Popular                                                                 |               | 5.038  | 3        | 11,02% |
|             | Iniciativa per Catalunya Verds - Esquerra Unida i Alternativa - Entesa pel Progrés Municipal |               | 3.324  | 2        | 7,27%  |
|             | Partit Popular                                                                               |               | 2.533  | 1        | 5,54%  |
| Total       | Total                                                                                        |               |        | 33       |        |

| Composició dels ajuntaments 2019 - 2023 | Composició dels ajuntaments 2019 - 2023 | Composició dels ajuntaments 2019 - 2023 | Composició dels ajuntaments 2019 - 2023 | Composició dels ajuntaments 2019 - 2023 | Composició dels ajuntaments 2019 - 2023 | Composició dels ajuntaments 2019 - 2023 | Composició dels ajuntaments 2019 - 2023 | Composició dels ajuntaments 2019 - 2023 | Composició dels ajuntaments 2019 - 2023 | Composició dels ajuntaments 2019 - 2023 | Composició dels ajuntaments 2019 - 2023 | Composició dels ajuntaments 2019 - 2023 | Composició dels ajuntaments 2019 - 2023 | Composició dels ajuntaments 2019 - 2023 |                    |
| | Alcaldia                                | Alcaldia                                | Composició del ple                      | Composició del ple                      | Composició del ple                      | Composició del ple                      | Composició del ple                      | Composició del ple                      | Composició del ple                      | Composició del ple                      | Composició del ple                      | Composició del ple                      | Composició del ple                      | Composició del ple                      | Composició del ple |
| Municipi | Alcalde                                 | Partit                                  | Junts                                   | PSC                                     | ERC                                     | CUP                                     | CeC                                     | C's                                     | FIC                                     | PP                                      | Altres                                  | Total                                   |                                         |                                         |                    |
| --- | --------------------------------------- | --------------------------------------- | --------------------------------------- | --------------------------------------- | --------------------------------------- | --------------------------------------- | --------------------------------------- | --------------------------------------- | --------------------------------------- | --------------------------------------- | --------------------------------------- | --------------------------------------- | --------------------------------------- | --------------------------------------- | ------------------ |
| |                                         |                                         |                                         |                                         |                                         |                                         |                                         |                                         |                                         |                                         |                                         |                                         |                                         |                                         |                    |
| Avinyonet del Penedès | César Herraiz Pujol                     | Junts                                   | 5                                       | 4                                       | –                                       | –                                       | –                                       | –                                       | –                                       | –                                       | –                                       | 9                                       |                                         |                                         |                    |
| Les Cabanyes | Agustí Vallverdú Gil                    | Junts                                   | 5                                       | –                                       | –                                       | –                                       | –                                       | –                                       | –                                       | –                                       | 2a                                      | 7                                       |                                         |                                         |                    |
| Castellet i la Gornal | Miguel Delgado Almansa                  | PSC                                     | 2                                       | 5                                       | 3                                       | –                                       | –                                       | 1                                       | –                                       | –                                       | –                                       | 11                                      |                                         |                                         |                    |
| Castellví de la Marca | Xavier Ramos i Pujol                    | Junts                                   | 7                                       | –                                       | 2                                       | –                                       | –                                       | –                                       | –                                       | –                                       | –                                       | 9                                       |                                         |                                         |                    |
| Font-rubí | Xavier Lluch Llopart                    | Junts                                   | 6                                       | –                                       | 3                                       | –                                       | –                                       | –                                       | –                                       | –                                       | –                                       | 9                                       |                                         |                                         |                    |
| Gelida | Lluïsa Llop Fernàndez                   | ERC                                     | 0                                       | 6                                       | 4                                       | 1                                       | 1                                       | 0                                       | –                                       | 0                                       | 1b                                      | 13                                      |                                         |                                         |                    |
| La Granada | Joan Cols Canals                        | Junts                                   | 5                                       | 5                                       | 1                                       | –                                       | –                                       | –                                       | –                                       | –                                       | –                                       | 11                                      |                                         |                                         |                    |
| Mediona | Juli Silvestre Martínez                 | ERC                                     | 1                                       | 4                                       | 4                                       | 2                                       | –                                       | –                                       | –                                       | –                                       | –                                       | 11                                      |                                         |                                         |                    |
| Olèrdola | Lucas Ramírez Búrdalo                   | ApO                                     | 2                                       | 1                                       | 2                                       | –                                       | –                                       | –                                       | –                                       | –                                       | 6c                                      | 11                                      |                                         |                                         |                    |
| Olesa de Bonesvalls | Pedro Juan Juan                         | PSC                                     | 0                                       | 3                                       | 3                                       | –                                       | 1                                       | 1                                       | –                                       | 1                                       | –                                       | 9                                       |                                         |                                         |                    |
| Pacs del Penedès | Montserrat Mascaró Gras                 | Junts                                   | 5                                       | –                                       | 2                                       | –                                       | –                                       | –                                       | –                                       | –                                       | –                                       | 7                                       |                                         |                                         |                    |
| El Pla del Penedès | Vanessa Gascó Molner                    | Junts                                   | 4                                       | –                                       | 4                                       | 1                                       | –                                       | –                                       | –                                       | –                                       | –                                       | 9                                       |                                         |                                         |                    |
| Pontons | Luís F. Caldentey Querol                | PP                                      | 2                                       | –                                       | –                                       | –                                       | –                                       | –                                       | –                                       | 4                                       | 1d                                      | 7                                       |                                         |                                         |                    |
| Puigdàlber | Miquel Vallès Esteve                    | Junts                                   | 4                                       | –                                       | 3                                       | –                                       | –                                       | –                                       | –                                       | –                                       | –                                       | 7                                       |                                         |                                         |                    |
| Sant Cugat Sesgarrigues | Jordi Ferror Verge                      | ERC                                     | –                                       | 3                                       | 3                                       | 1                                       | –                                       | –                                       | –                                       | –                                       | –                                       | 7                                       |                                         |                                         |                    |
| Sant Llorenç d'Hortons | Jordi Ferrer Durich                     | Junts                                   | 6                                       | 1                                       | 4                                       | –                                       | –                                       | –                                       | –                                       | –                                       | –                                       | 11                                      |                                         |                                         |                    |
| Sant Martí Sarroca | Josep Maria Padullés Altisent           | FM                                      | 3                                       | 2                                       | 2                                       | 1                                       | –                                       | –                                       | –                                       | –                                       | 3e                                      | 11                                      |                                         |                                         |                    |
| Sant Pere de Riudebitlles | Joan Llort Vives                        | Junts                                   | 5                                       | –                                       | 4                                       | 2                                       | –                                       | –                                       | –                                       | –                                       | –                                       | 11                                      |                                         |                                         |                    |
| Sant Quintí de Mediona | Pol Pagès i Pont                        | ERC                                     | 3                                       | –                                       | 7                                       | 1                                       | –                                       | –                                       | –                                       | –                                       | –                                       | 11                                      |                                         |                                         |                    |
| Sant Sadurní d'Anoia | Josep Maria Ribas i Ferrer              | ERC                                     | 4                                       | 4                                       | 5                                       | 2                                       | 1                                       | –                                       | –                                       | 1                                       | –                                       | 17                                      |                                         |                                         |                    |
| Santa Fe del Penedès | Jordi Bosch Morgades                    | Junts                                   | 4                                       | –                                       | –                                       | –                                       | –                                       | –                                       | 3                                       | –                                       | –                                       | 7                                       |                                         |                                         |                    |
| Santa Margarida i els Monjos | Immaculada Ferret Raventós              | PSC                                     | 1                                       | 7                                       | 4                                       | 1                                       | –                                       | 0                                       | –                                       | –                                       | –                                       | 13                                      |                                         |                                         |                    |
| Subirats | Pere Pons Vendrell                      | Junts                                   | 5                                       | 1                                       | 3                                       | 2                                       | –                                       | –                                       | –                                       | –                                       | –                                       | 11                                      |                                         |                                         |                    |
| Torrelavit | Manuel Raventós i Cuyàs                 | ERC                                     | 4                                       | –                                       | 3                                       | –                                       | –                                       | –                                       | 2                                       | –                                       | –                                       | 9                                       |                                         |                                         |                    |
| Torrelles de Foix | Sergi Vallès i Domingo                  | Junts                                   | 9                                       | 1                                       | 1                                       | –                                       | –                                       | –                                       | –                                       | –                                       | 0f                                      | 11                                      |                                         |                                         |                    |
| Vilafranca del Penedès | Pere Regull i Riba                      | Junts                                   | 7                                       | 5                                       | 5                                       | 2                                       | 1                                       | 1                                       | –                                       | 0                                       | –                                       | 21                                      |                                         |                                         |                    |
| Vilobí del Penedès | Francesc Xavier Edo Vargas              | PSC                                     | 1                                       | 5                                       | 2                                       | 1                                       | –                                       | –                                       | –                                       | –                                       | –                                       | 9                                       |                                         |                                         |                    |
| Total | Total                                   | Total                                   | 100                                     | 57                                      | 74                                      | 17                                      | 4                                       | 3                                       | 5                                       | 6                                       | 13                                      | 279                                     |                                         |                                         |                    |
| Font: Ministerio del Interior |                                         |                                         |                                         |                                         |                                         |                                         |                                         |                                         |                                         |                                         |                                         |                                         |                                         |                                         |                    |
| a Agrupació d'electors l'esquerra de les Cabanes: 2 regidors b Primàries: 1 regidor c Alternativa per Olèrdola: 6 regidors d Pontons ens Importa: 1 regidor e Foment Martinenc: 3 regidors f Torrelles Font de Futur: 0 regidors |                                         |                                         |                                         |                                         |                                         |                                         |                                         |                                         |                                         |                                         |                                         |                                         |                                         |                                         |                    |

### Organització territorial

#### Informe Roca
El Parlament de Catalunya va encarregar la revisió del mapa territorial a una comissió d'experts presidida per Miquel Roca amb la presència de quatre geògrafs. El gener del 2001 es va presentar l'Informe sobre la revisió del model d'organització territorial de Catalunya, conegut com l'Informe Roca. Aquest informe proposa per l'Alt Penedès, que se situaria dins de la vegueria de Barcelona, diversos canvis:
- Agregacions municipals per no arribar als 250 habitants:
  - Agregació de Santa Fe del Penedès a La Granada, i canvi de nom del municipi resultant per La Granada i Santa Fe.
- Municipis de l'Alt Penedès a altres comarques:
  - Sant Llorenç d'Hortons, al Baix Llobregat Nord.
  - Gelida, al Baix Llobregat Nord.
  - Mediona, a l'Anoia.
- Pedanies que canvien de municipi:
  - Part meridional del terme del Pla del Penedès, a Puigdàlber.
  - Enclavat d'Avinyonet del Penedès, a la Granada i Santa Fe.